# Anthrenoides glossatus
Anthrenoides glossatus är en biart som beskrevs av Urban 2007. Anthrenoides glossatus ingår i släktet Anthrenoides och familjen grävbin. Inga underarter finns listade i Catalogue of Life.